# Graphium hicetaon
Graphium hicetaon is een vlinder uit de familie van de pages (Papilionidae). De wetenschappelijke naam van de soort is voor het eerst geldig gepubliceerd in 1886 door Gervase Frederick Mathew.